# 卡梅利克河
卡梅利克河是俄羅斯的河流，屬於大伊爾吉茲河的左支流，由薩拉托夫州和萨马拉州負責管轄，河道全長222公里，流域面積9,070平方公里，河水主要來自融雪，支流有大恰雷克拉河。